# WWE SmackDown vs. Raw 2007
WWE SmackDown vs Raw 2007 – gra konsolowa o wrestlingu. Gra została stworzona przez firmę THQ i opracowana przez YUKE'S Future Media Creators. Gra powstała głównie z myślą o kontynuacji serii oraz promocji WWE.
W listopadzie 2006 roku gra została oficjalnie wypuszczona na rynek na konsole: PlayStation 2 i Xbox 360, z kolei w grudniu tego samego roku ukazała się wersja na PlayStation Portable. 

## Grywalność
Gracz ma możliwość rzucania przeciwnikiem gdziekolwiek tylko zechce. Tak samo jak w poprzedniej serii tej gry, gracz porusza się po ringu dzięki lewej gałce analogowej. Został ulepszony system kontrowania i teraz posiada on także możliwość chwytów i zwykłych uderzeń.
Kategorie ciosów zostały ograniczone przez klasy wagowe, więc lżejsi zawodnicy mogą teraz stosować wiele efektownych akcji oraz ruchy luchadorów. Z kolei ci ciężsi potrafią wykonywać dużo typowo siłowych chwytów. Zmiany wprowadzono także w obrębie publiczności, która może stać się sojusznikiem i podawać różne przedmioty lub przeciwnie - podsunąć je przeciwnikowi. Występują także "hotspoty" takie jak liny ringu, metalowe schodki, czy różne inne miejsca, w których, po wykonaniu odpowiedniej czynności, można zobaczyć krótki filmik. Wersja na PlayStation 2 ma ograniczenia w walce w publiczności oraz w typach meczów. Została także poprawiona grafika.
Cory Ledesma, jeden z generalnych menedżerów WWE SmackDown vs Raw 2007, potwierdził, że gra nie zawiera żadnych nowych meczów, jedynie ich warianty, takie jak Money in the Bank Ladder Match. Wprowadzono system, który pozwala na stawianie drabin tam, gdzie chcemy. Jest to także pierwsza gra od czasu WWE SmackDown! Shut Your Mouth, która nie zawiera specjalnych meczów divas. Fullfill Your Fantasy Match został usunięty.
Tryby tworzenia
Został wzbogacony tryb Create-A-Entrance (stwórz własne wejście). Można teraz ustawić dokładnie kamerę, sztuczne ognie oraz inne efekty. Jest także tryb Create-A-Stable, który pozwala na stworzenie własnego tag-teamu lub federacji maksymalnie do 5 członków. Od teraz można także tworzyć własny tytuł i pas w trybie Create-A-Championship.

## Wydanie
Oficjalna wersja demonstracyjna na konsolę Xbox 360 ukazała się 28 września 2006 i zawierała No-DQ Match (brak dyskwalifikacji) pomiędzy Triple H i Kanem.
Jak poprzednie części tej gry, została ona wydana na konsole Playstation 2 i PlayStation Portable oraz Xbox 360. Jest to pierwszy raz, kiedy gra z serii SmackDown! ukazała się na dwie generacje konsoli.
Wersja na PlayStation 3 była w planach, ale w ostatniej chwili została anulowana. Stwierdzono, że potrzeba jeszcze trochę czasu na dopracowanie wszystkich systemów. Wiadomo, że wersja na rok 2008 będzie już dostępna na najnowszą konsolę firmy Sony. Były także pewne plotki co do wydania na Nintendo Wii, jednak Cory Ledesma zdementował je w wywiadzie.
Ukazała się specjalna edycja na Xbox'a 360, która była sprzedawana tylko przez określony czas. Zawierała ona grę w aluminiowym pudełku oraz bonusową płytę The History of the WWE Championship a także kopię książki The Ultimate WWE Trivia.